# Abiansemal (plaats)
Abiansemal is een bestuurslaag in het regentschap Badung van de provincie Bali, Indonesië. Abiansemal telt 7508 inwoners (volkstelling 2010).